# Sakramentalia

Szkaplerz karmelitański

Sakramentalia (łac. sacramentalia, l. poj. sacramentale, ew. sacramentalium) – w katolicyzmie i prawosławiu przedmioty lub czynności, które z pewnym podobieństwem do sakramentów oznaczają skutki duchowe, cielesne, uzdrawiające; przedmioty lub czynności o charakterze religijnym zbliżone w swym znaczeniu do sakramentów, którymi Kościół posługuje się do osiągnięcia określonych skutków natury duchowej i innej.

## Rodzaje i działanie
Do sakramentaliów w katolicyzmie należą medaliki, szkaplerze, poświęcanie przedmiotów, błogosławieństwa, czynienie znaku krzyża, posypanie popiołem, egzorcyzmy, nakładanie rąk i wiele innych. Moc i skuteczność sakramentaliów wynika z nieustannej modlitwy usprawiedliwionych członków Kościoła, w której sakramentalia są zanurzone. Formułę działania sakramentaliów określa termin łac. ex opere operantis Ecclesiae, czyli na mocy działania Kościoła, w tym wypadku oznaczającego modlitwę.

## Sakramentalia a sakramenty
Kościół katolicki wyraźnie wskazuje, iż sakramentalia nie są tym samym co sakramenty działające ex opere operato. „Sakramentalia nie udzielają łaski Ducha Świętego na sposób sakramentów, lecz przez modlitwę Kościoła uzdalniają do przyjęcia łaski i dysponują do współpracy z nią”.